# Valasjön, Halland
Valasjön är en sjö i Varbergs kommun i Halland och ingår i Ätran-Himleåns kustområde. Sjön är 38 meter djup, har en yta på 0,693 kvadratkilometer och befinner sig 67,1 meter över havet. Vid provfiske har abborre, gädda, mört och sarv fångats i sjön.

## Delavrinningsområde
Valasjön ingår i det delavrinningsområde (633630-130245) som SMHI kallar för Utloppet av Valasjön. Medelhöjden är 99 meter över havet och ytan är 4,75 kvadratkilometer. Det finns inga avrinningsområden uppströms utan avrinningsområdet är högsta punkten. Vattendraget som avvattnar avrinningsområdet har biflödesordning 2, vilket innebär att vattnet flödar genom totalt 2 vattendrag innan det når havet efter 21 kilometer. Avrinningsområdet består mestadels av skog (79 %). Avrinningsområdet har 0,7 kvadratkilometer vattenytor vilket ger det en sjöprocent på 14,7 %.